# منتخب نيجيريا لكرة القاعدة
منتخب نيجيريا لكرة القاعدة (بالإنجليزية: Nigeria national baseball team)‏ هو ممثل نيجيريا الرسمي في المنافسات الدولية في كرة القاعدة
.